# Giara di Gesturi
La giara di Gesturi, nota anche come Sa Jara Manna, è un altopiano basaltico della Sardegna centro-meridionale. Ampia circa 4400 ettari prende il nome dalla parola latina glarea (ghiaia), che ne indica l'elevata pietrosità del suolo, e dal comune di Gesturi, maggior proprietario con circa 2000 ettari; altri comuni proprietari sono Genoni (1600 ettari), Tuili (450 ettari) e Setzu (250 ettari). L'altopiano è alto mediamente 550 m s.l.m. I due punti più alti sono Zepparedda (609 m s.l.m.) e Zeppara Manna (580 m s.l.m.).
Famosa per essere l'habitat degli ultimi cavalli selvaggi d'Europa, i famosi cavallini della Giara, è considerata un biotopo di importanza nazionale per le sue caratteristiche geografiche, ambientali e socio-culturali.

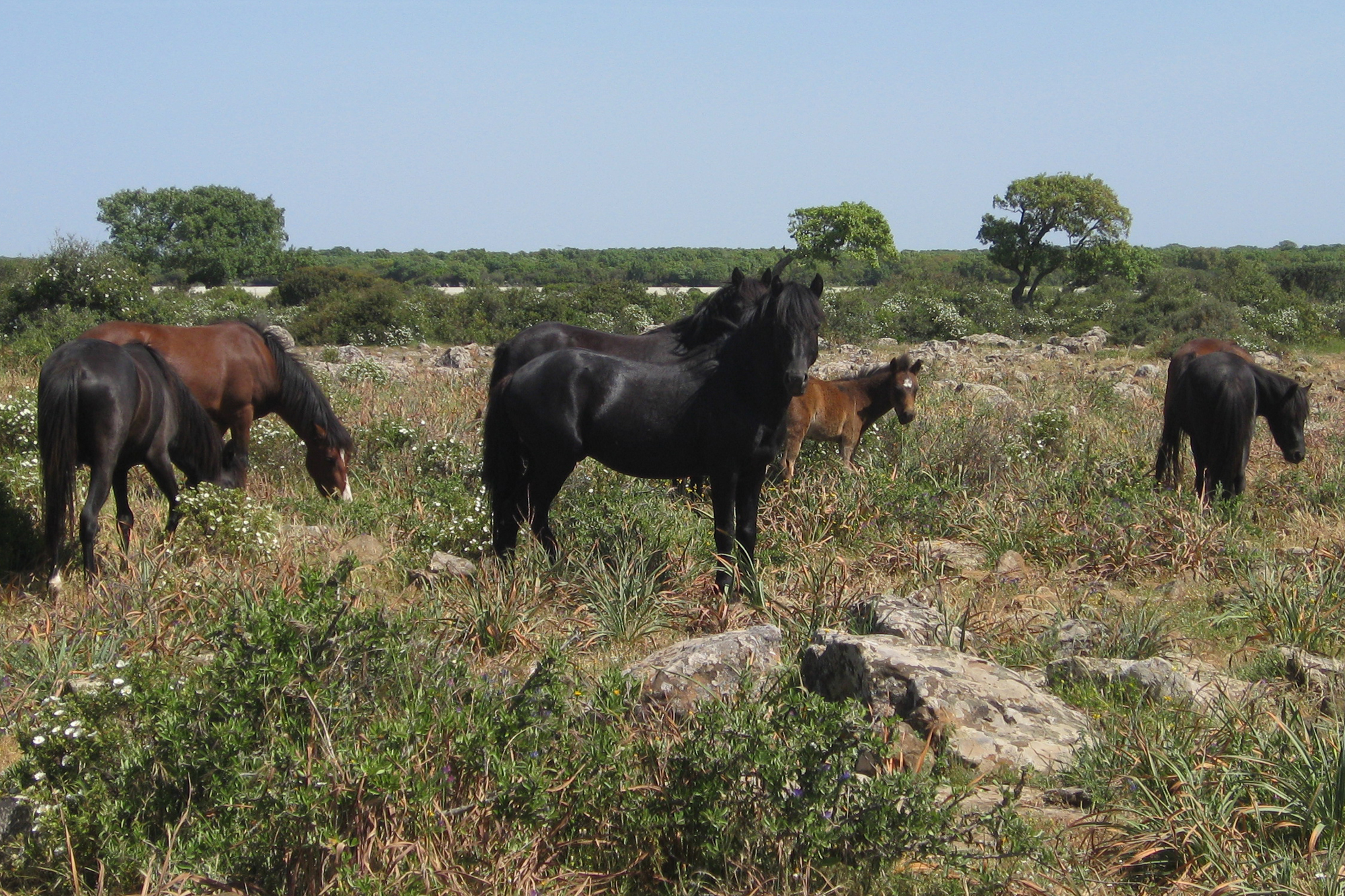
Cavallini della giara

## Geologia
La giara si è formata circa 2 milioni di anni fa: alla fine del Miocene, a causa dei movimenti tettonici e della chiusura del Mar Mediterraneo, il mare si ritirò e nell'epoca successiva, il Pliocene, emersero i crateri di Zepparedda e Zeppara Manna, ancora ben visibili, che con due eruzioni di colate laviche, avvenute i due fasi diverse a distanza di 700 anni l'una dall'altra, hanno ricoperto la valle esistente formando una grande pianura basaltica. Ciò non spiegherebbe perché attualmente l'altopiano si trovi in posizione sopraelevata rispetto alle colline circostanti: in realtà non fu l'altopiano a sollevarsi bensì il territorio limitrofo a essere eroso dagli agenti atmosferici e dai corsi d'acqua. Il tavolato si preservò dall'erosione in quanto il basalto è una roccia molto resistente. Il fenomeno appena descritto si chiama inversione del rilievo.

## Paulis

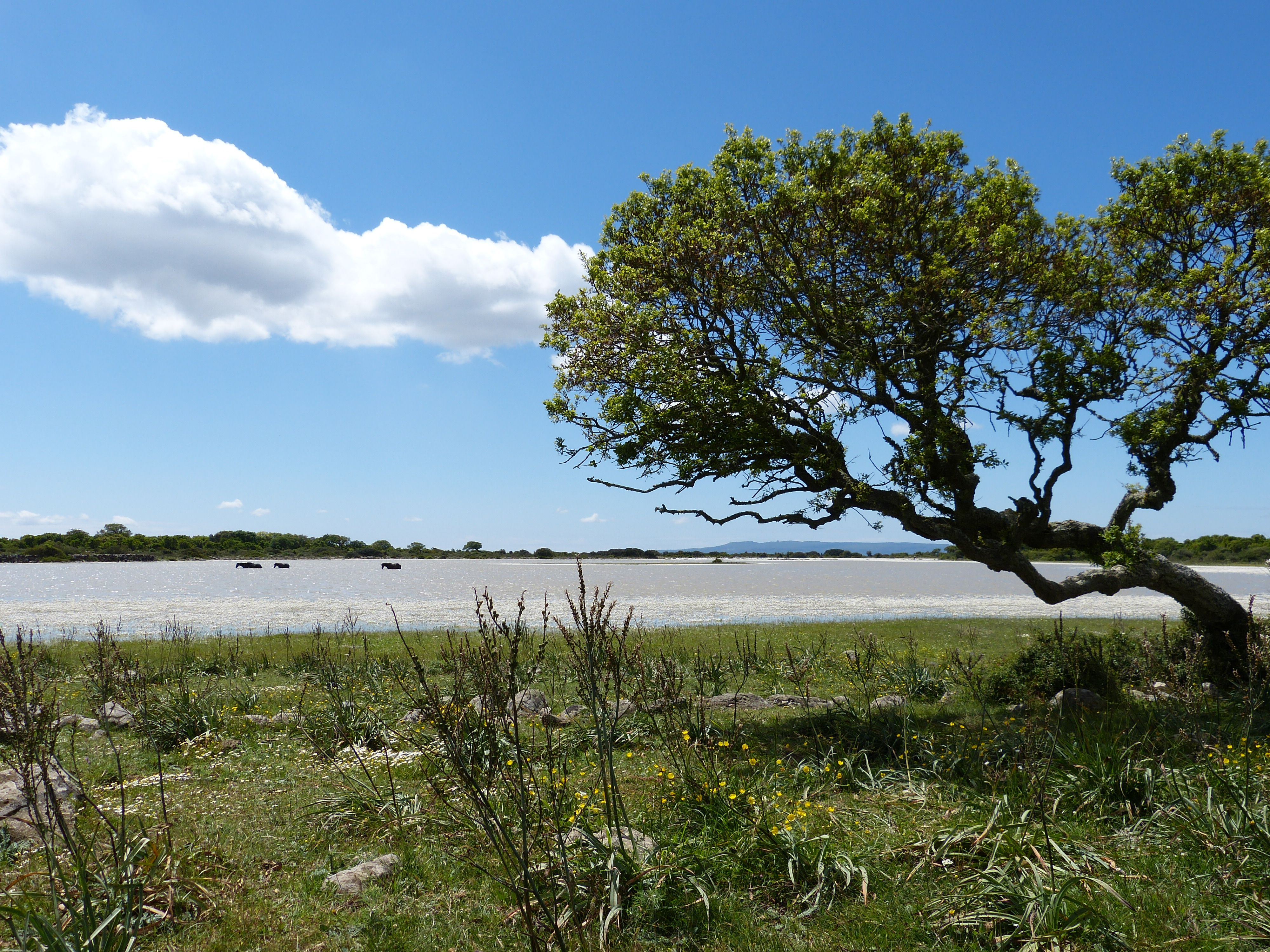

Gli ambienti più spettacolari della Giara sono certamente i paulis: acquitrini temporanei e poco profondi dove ristagna l'acqua piovana. Essi si trovano in corrispondenza di depressioni della colata lavica: la roccia sfaldandosi ha dato origine a uno strato argilloso impermeabile che trattiene l'acqua fino alla stagione estiva. Se ne contano circa una trentina di varie dimensioni con una profondità che va dai 30 ai 100 centimetri. Habitat unici nel loro genere, ricoperti in primavera da ranuncoli acquatici, i paulis ospitano al loro interno numerose specie viventi tra cui la raganella sarda e il rospo smeraldino, oltre a due piccoli crostacei considerati veri e propri fossili viventi: il  Lepidurus apus e il Triops cancriformis che mantengono immutato il loro bagaglio genetico da 5 milioni di anni; le uova di questi artropodi, deposte in estate, si schiudono con le prime piogge primaverili.

## Vegetazione
La posizione geografica della Giara, la sua conformazione di natura impermeabile e i venti di maestrale danno vita a una vegetazione unica nel suo genere. La sua superficie è ricoperta per il 46% da boschi, per il 32% da macchia mediterranea, per il 9% da garighe, per il 10% da praterie e il restante 3% dai paulis.
Il bosco caratteristico è la sughereta mentre meno frequenti sono le formazioni boschive di roverella o leccio.
La macchia mediterranea è caratterizzata da arbusti come il cisto (Cistus monspeliensis), in sardo muldegu: esso era usato per la copertura delle pinnetas, ma gli antichi ne utilizzavano le foglie per applicarle su muscoli e articolazioni doloranti; il lentisco (Pistacia lentiscus), in sardo modditzi, dalle cui bacche si estraeva un olio utilizzato per alimentare le lampade; i suoi rami resistenti e flessibili inoltre venivano usati per la fabbricazione di cestini; il corbezzolo (Arbutus unedo) le cui dolci bacche rosse hanno forti proprietà lassative e dai cui fiori si ricava un apprezzato miele amaro; il mirto (Myrtus communis), in sardo multa, da cui si ricava il noto liquore, è utilizzato anche in cucina per aromatizzare gli arrosti; il pero selvatico (Pyrus amygdaliformis), in sardo pirastu; il prugnolo (Prunus spinosa), in sardo pruniscedda; l'elicriso (Helichrysum italicum), conosciuto come scova de Santa Maria, è una pianta fortemente aromatica e con proprietà emollienti: la leggenda vuole che Maria pose ad asciugare su questa piantina dai fiori giallo sole i panni di Gesù, e da ciò sarebbe nato l'intenso profumo che ricorda vagamente la liquirizia.
Le garighe sono composte principalmente dalla mentuccia selvatica (Mentha pulegium), usata per allontanare gli insetti dall'uomo e sfregata sui cani per tenere lontane le pulci, dall'euforbia (Euphorbia dendroides) e dalla più rara (Euphorbia cupanii), in sardo lua, pianta usata anticamente per la pesca di frodo, dalle cui foglie fuoriesce un lattice bianco che buttato nei fiumi stordisce i pesci permettendone la cattura.

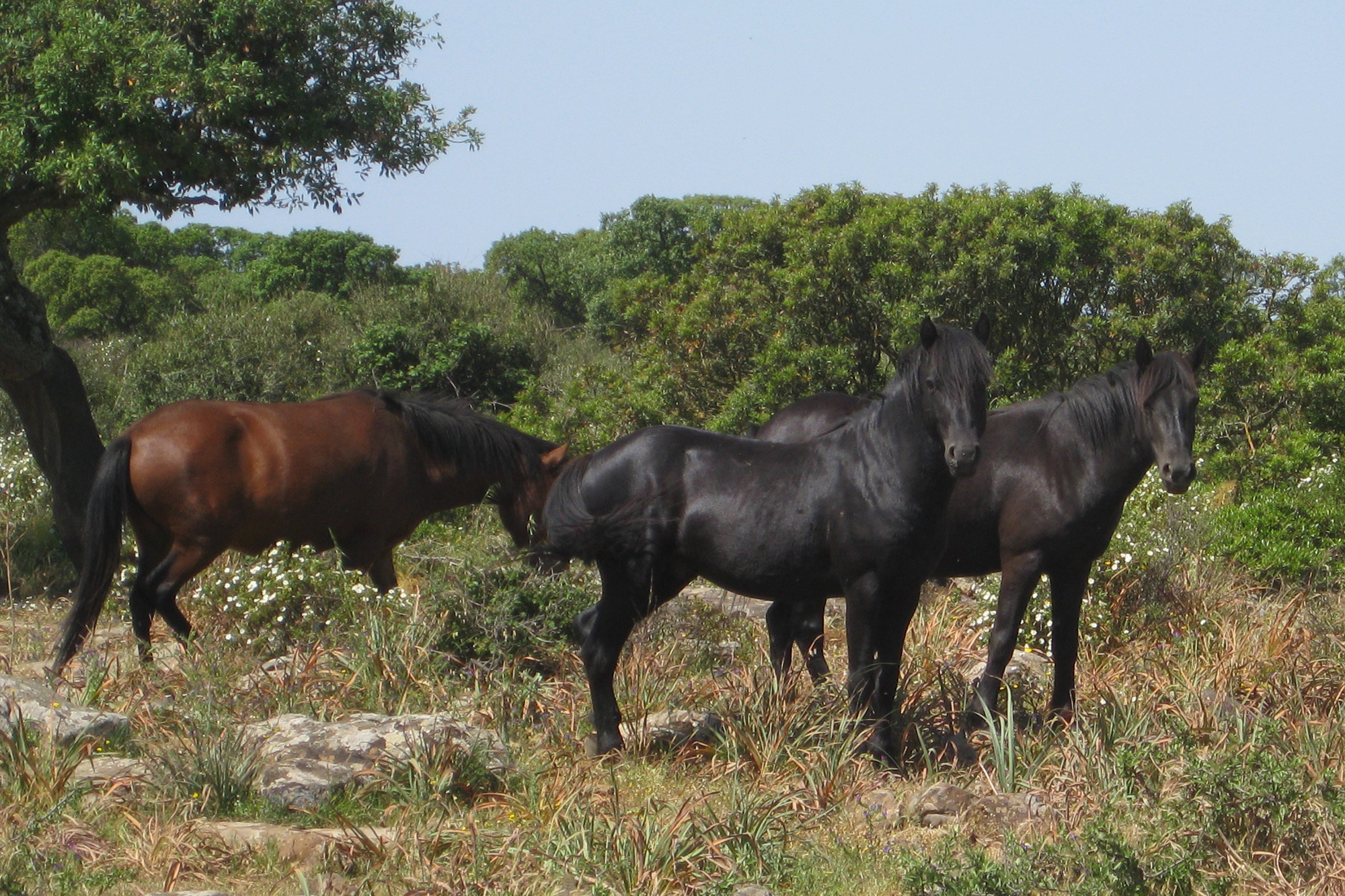

Le praterie più frequenti sono quelle di asfodelo (Asphodelus microcarpus), in sardo cadrilloni.

## Il cavallo della Giara
Il cavallino della Giara, Equus caballus (Jarae?), non è una specie autoctona, ma lo è diventata: si ipotizza che esso sia stato introdotto in Sardegna nell'età del ferro dai Fenici; alcuni studiosi sostengono invece che discenda dai cavalli dalla Numidia. Nel Medioevo questa specie popolava l'isola, ma con l'intensificarsi dello sfruttamento agricolo sono scomparsi da quasi tutte le aree sopravvivendo solo sull'altopiano; ciò è dovuto all'isolamento naturale della Giara, che è delimitata da dirupi e strapiombi, e al controllo effettuato fino al 1996 dai proprietari di questi animali.
Nei secoli scorsi i cavallini vivevano allo stato brado ma nel periodo della trebbiatura venivano catturati e utilizzati nei lavori agricoli. Le piccole dimensioni del cavallino portarono i proprietari a incrociarli con altre razze per aumentarne la taglia; ciò spinse negli anni settanta del Novecento la regione Sardegna ad avviare un programma di recupero selettivo per ristabilirne i caratteri primitivi. La proprietà delle mandrie è oggi divisa tra comuni, regione e infine privati che ne posseggono solo una piccola parte.
Attualmente sull'altopiano vivono circa 500 achettas e questo numero si mantiene costante senza intaccare l'equilibrio con il territorio e con gli animali da allevamento (bovini, caprini, ovini e suini) con cui convivono da tempo.
Le caratteristiche del cavallino della Giara sono: occhi a mandorla, lunga criniera, bassa statura che varia al garrese a partire dai 120 cm e un peso che oscilla fra i 150 e i 200 kg. In molti esemplari è presente inoltre un particolare ciuffo che scende lungo la fronte fin quasi a nascondere gli occhi. L'animale si è adattato all'ambiente sviluppando zoccoli piccoli e particolari, perfetti per un terreno pietroso. Vivono allo stato brado, con una aspettativa di vita media tra i 15 e i 20 anni contro i 40 di un cavallo normale. I mantelli presenti sono: il baio, il morello e il sauro, rispettivamente in quote del'65%, 30% e 5%. Il baio ha manto rossastro, criniera e coda neri; il morello è completamente scuro; il sauro presenta un manto rosso e criniera e coda bionde. In sardo vengono chiamati cuaddedus o achettas. Vivono in branchi di 4-6-8 femmine e 1 stallone. Le femmine partoriscono in primavera, dopo una gestazione che dura 11 mesi, e a una settimana dal parto possono essere nuovamente fecondate. I puledri, al raggiungimento dell'età fertile attorno ai 3 anni, sono scacciati dal branco dallo stallone; non è raro perciò vedere piccoli gruppi di 4/5 stalloni alla ricerca di un proprio harem. Ogni gruppo occupa un territorio di circa 50/80 ettari.

## La fauna
Molte delle specie che un tempo trovavano rifugio sull'altopiano sono ormai scomparse da tempo; di alcune, come il cervo, restano i reperti fossili. Ora, oltre ai cavallini selvatici, abitano l'altipiano il cinghiale (Sus scrofa meridionalis), la volpe (Vulpes vulpes ichnusae), principale nemica dei cavallini, il gatto selvatico (Felix libica) e la martora (Martes martes); tali specie sono state in passato oggetto di caccia spietata da parte di cacciatori e bracconieri, tanto che ora alcune di esse sono a rischio d'estinzione. Troviamo inoltre donnole e ricci; tra i rettili è particolarmente degno di nota l'algiroide (Algyroides fitzingeri) endemico e molto raro. Tra gli anfibi possiamo citare invece la raganella (Hyla arborea) e il rospo smeraldino (Bufo viridis) che trovano rifugio tra i sassi umidi lungo il bordo dei paulis. La classe più rappresentata è quella degli insetti; particolarmente degna di nota è la processionaria delle querce (Lymantria dispar), molto diffusa e dannosa per le sughere, che però trova il suo nemico naturale in un altro insetto molto comune sulla Giara: il coleottero predatore (Calosoma sycophanta).
Tra gli uccelli, stanziali, migratori acquatici e terricoli, particolare importanza assume il picchio rosso maggiore (Dendrocopos major harterti), noto per distruggere i parassiti del legno con i quali nutre la propria prole, chiamato localmente biccalinna. Troviamo inoltre la ghiandaia (Garrulus glandarius), che contribuisce al rinnovo del bosco in quanto si nutre di ghiande: raccogliendole e nascondendole in numerose buche come dispensa per l'inverno, molte di esse, dimenticate nel terreno, germogliano dando vita a nuovi alberi. Molto comune è il gruccione (Merops apiaster), in dialetto marragau, uccello molto utile perché grande divoratore di insetti, l'upupa…. Troviamo inoltre la pernice  sarda, la cornacchia e il merlo, l'averla piccola e la magnanina sarda. Tra i rapaci la poiana, l'astore sardo e il gheppio. Possiamo inoltre ammirare il corvo imperiale e il cavaliere d'Italia.

## Insediamenti pastorali

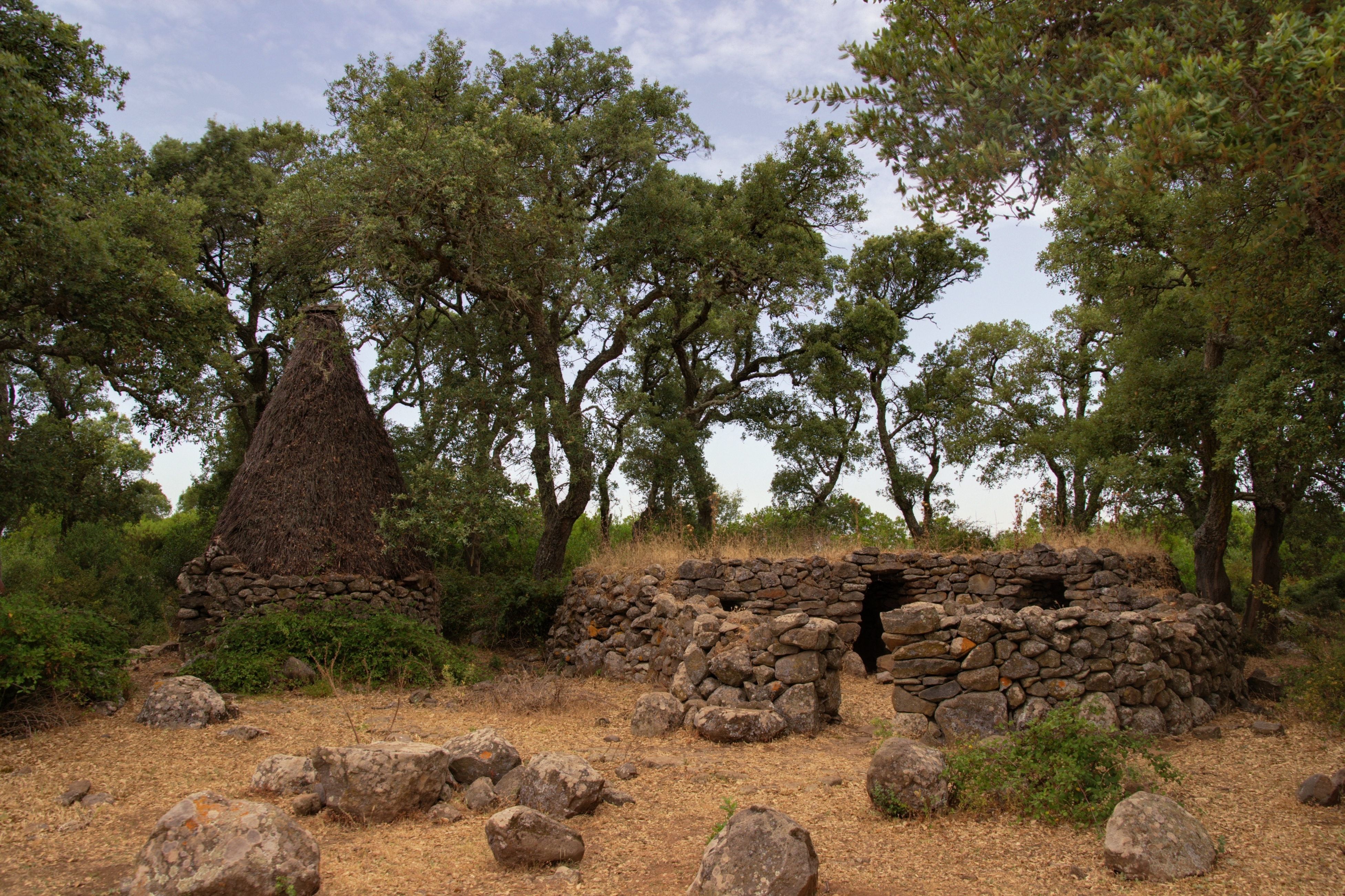

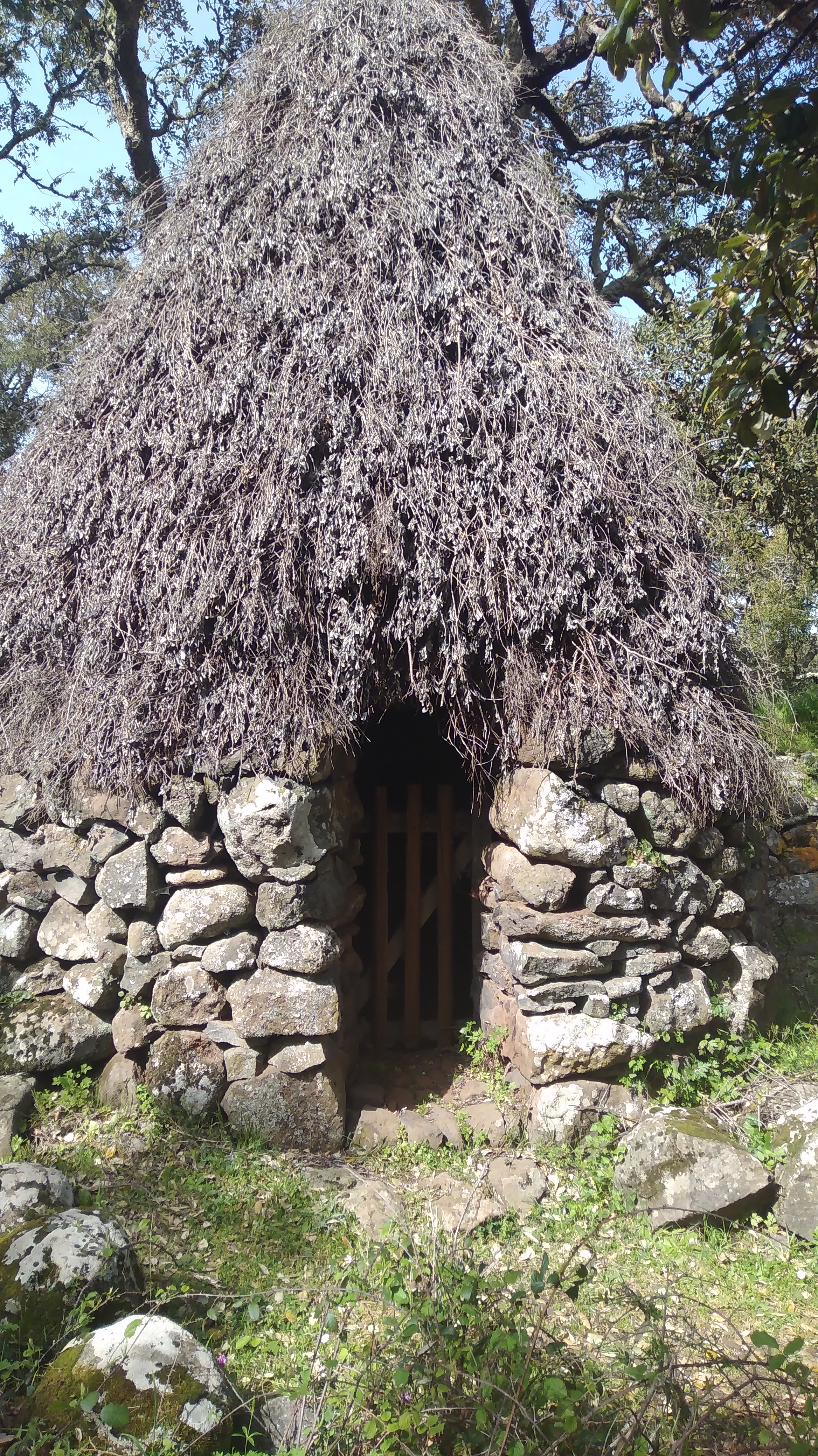
Esempio di Pinnetta

Pur trattandosi di un ambiente naturale con aspetti molto conservativi,  è comunque un paesaggio antropizzato, in quanto l'uomo ha sempre sfruttato le sue risorse (legname, cacciagione, cavallini e sughero) e vi ha sempre praticato agricoltura e allevamento. In passato si accedeva all'altopiano unicamente attraverso impervie mulattiere dette scalas. C'era l'esigenza per il pastore di stare sull'altopiano durante tutto il periodo della transumanza, che lo studioso francese L. Lannou ha definito “al contrario”. Essa avveniva infatti due volte l'anno: la prima ad aprile-giugno, la seconda a ottobre-dicembre. Dall'autunno fino alla primavera i pastori vivevano in capanne chiamate pinnettas, costruzioni simili per struttura a capanne nuragiche, con base circolare in pietre e copertura di tronchi di leccio, frasche di cisto (impermeabile all'acqua e permeabile all'aria) e lentisco. La pinnetta era fresca d'estate e calda d'inverno e la sua copertura veniva sostituita ogni 10 anni circa Al centro si trovava il focolare, accanto al quale il pastore affumicava le carni, produceva il formaggio e mangiava; egli dormiva su un giaciglio coperto da sa ista de peddi (la mastruca), un abito di pelle di montone conciata.
Vicino alla pinnetta si trovavano alcune strutture destinate all'allevamento caprino o suino. S'ailli era un recinto costruito con un muretto a secco di pietre basaltiche di grosse dimensioni con coperture a falsa volta o a volte a botte, all'esterno del quale avveniva la mungitura delle capre; il piano di calpestio era lastricato per renderne più agevole la pulizia. Nelle cellette veniva messa la capretta a  partorire. S'aurra era invece il ricovero per i maiali.
Alla fine dell'800 le pinnettas furono abbandonate per passare a su mesoni (casa), struttura a pianta rettangolare con spazi più ampi e confortevoli ma con lo stesso tipo di copertura.